# Chiesa di Santa Maria de Castro
La Chiesa Regia Santa Maria de Castro detta anche Santa Maria di Forino o  Santa Maria di Martignano o  Chiesa della Madonna di Costantinopoli è una Cappella medievale di patronato della famiglia Fanelli che si erge nella località campestre Martignano nel territorio di Forino in provincia di Avellino. Fu Chiesa di collazione regia a beneficio feudale, oggi aperta al pubblico per il tradizionale pellegrinaggio religioso del lunedì in Albis. Attuale proprietario: Avvocato Giandomenico Fanelli.

## Storia

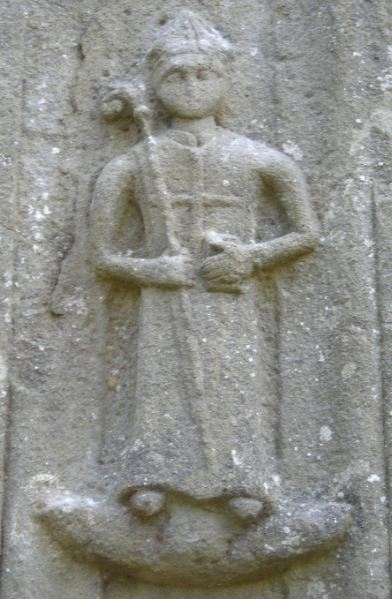
Stipite con effigie di San Nicola di Mira

Le origini della Chiesa di Martignano sono controverse essendo per alcuni risalente alla battaglia di Forino del 663, per altri invece sarebbe stata eretta intorno al 1000. Ivi si venerava la Madonna di Costantinopoli il qual culto fu introdotto a Forino contestualmente a quello di San Nicola di Mira già presente nel 587 e Sant'Aniello venerato in vita nel 581, le cui immagini sono entrambe scolpite nell'antico portale di accesso. L'origine bizantina è la più accreditata in quanto in seguito alla sua edificazione il sito prese il nome di Martignano, termine che deriva dalla parola bizantina μάρτυς, traslitterato mártus, in riferimento all'appellativo dato al luogo di testimone di fede, usato quando i monaci basiliani stabilivano sul territorio un importante luogo di culto.
Fin dalle origini del feudalesimo S. Maria fu Chiesa regia e i suoi privilegi feudali consistevano nella riscossione della decima sulla baliva, sulla vendita del legname delle foreste e sui beni feudali di Forino sottoposti alla regia Cappella.
Anche sotto il dominio angioino fu riconosciuta di collazione regia, ed infatti, nei registri della Cancelleria Angioina era annoverata tra le Cappelle reali. Essa fu concessa a nobili signori ed ecclesiastici. In uno scritto del 1228 il Maestro Bernardo, canonico di Salerno, ne rivendicava l'appartenenza all'Arcivescovo di Salerno insieme alle Chiese di S. Stefano, S. Silvestro e S. Nicola di Forino.
Nel 1255, dopo la morte dell'abate Adenolfo, Guglielmo Francisio, signore di Forino, con istanza proposta all'arcivescovo di Salerno, mons. Cesario, ne concesse la cappellania all'abate Giovanni Cimino di Forino. Nel 1277 la cappellania di S. Maria fu concessa al rev. don Gervase de Cameriaco. Nel 1295 il Rettore fu il conte Matteo Protojudice, signore di S. Agata e patrizio di Salerno. Nell'anno 1299 risulta possessore della regia cappella il Magister Alberico de Cataluno (o Catalano). Nello stesso anno il Re Carlo II d'Angiò la sottopose alle dipendenze della Corte regia, poi, nel il 1305 si hanno notizie sul riconoscimento della Chiesa ancora come di collazione regia e della concessione a favore di Lorenzo Acconciajoco, patrizio di Ravello. Nell'anno 1346 a causa della morte del chierico Perrone di Rossano la cappellania si era resa nuovamente vacante e la Regina Giovanna I ne fece donazione Fonsetto de Folio altro chierico ed ai suoi familiari. Successivamente, il 15 novembre 1395, in occasione della sua visita al monastero dell'Annunziata in Nola, il Re Ladislao di Durazzo, su preghiera di Nicola Orsini conte di Nola, donò il patronato sulla "Beatissima Vergine della Terra di Forino" al collegio dell'Annunziata delle Canonichesse Lateranensi di Nola dette anche Rocchettine, trasferendo loro tutti i diritti regi in cambio della purificazione, ed attribuendo loro il diritto di nominare il Rettore . Il re Ferdinando I il 16 maggio 1468 confermò il privilegio concesso a petizione di Nicola Orsini, annotando nell'atto di confermazione anche la rinunzia di D. Antonio Vulcano patrizio di Sorrento, il quale erroneamente la aveva ottenuta dal monarca, a favore delle suore dell'Annunziata di Nola per il tramite del conte Orso Orsino. Nel 1536 le Canonichesse affidarono la rettoria della Chiesa regia al conte Frà Giovanni Fanelli Vescovo di Ezero, trasferendo tutti i diritti ai suoi familiari che tuttora ne hanno il padronato.

## Descrizione

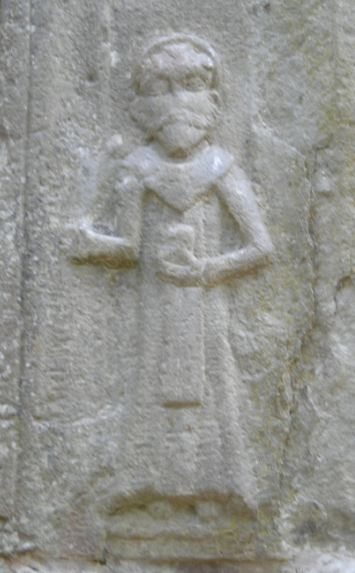
Stipite con effigie di Sant'Aniello

La Chiesa appare in stile romanico, sobrio ed essenziale con alcuni elementi neoclassici. Le fondamenta medievali ad archi di scarico sorreggono spesse pareti in muratura mista con alcuni inserti di epoca romana. L'antico portale d'ingresso in tufo pipernoide riporta in rilievo le effigi di San Nicola di Bari vescovo di Mira (III secolo, Pàtara di Licia - 6 dicembre 343, Myra) e Sant'Aniello (Napoli, 535 - Napoli, 14 dicembre 596), entrambi Santi legati alle campagne bizantine del VI e del VII secolo. All'interno nell'unica navata troneggia l'altare centrale rinnovato nel 1875 in memoria del voto espresso dal sacerdote Raimondo Mazzei nominato cappellano da Alfonso Fanelli signore di Castello. Sull'altare è posto l'affresco della Madonna del castello ed ai lati vi sono gli antichi archi di accesso al coro. A destra dell'atrio è murato un monumento in memoria di Marcello e Marcellina Fanelli ed al centro è posto lo stemma, mentre le pareti sono istoriate con scene della via crucis in chiave moderna ad opera di Giovanni Spiniello. Sotto la chiesa vi è una cripta sepolcrale. In alto una imponente capriata in legno sorregge la copertura.